# Адича
Адѝча (в горното течение Боронг) (на руски: Адыча; на якутски: Адыаччы) е река в Азиатската част на Русия, Източен Сибир, Република Якутия (Саха), десен приток на река Яна от басейна на море Лаптеви. Дължината ѝ е 715 km, която ѝ отрежда 92-ро място по дължина сред реките на Русия.
Река Адича води началото си под името Боронг от южните склонове на хребета Боронг, част от планинската верига Черски, на 1815 m н.в., в източната част на Република Якутия (Саха). Първите 15 km представлява бурен планински поток с голяма денивелация от 1815 до 1150 m н.в. След това в горното си течение Адича тече в дълбок каньон с отвесни скалисти склонове, високи до 100-120 m, заобикаляйки от юг Ненделгинския хребет (югозападната част на планинската верига Черски). По-надолу по долината ѝ се редуват широки до 2 km и тесни до 150-200 m участъци със стръмни скалисти склонове. Руслото ѝ в тесните места е обикновено праволинейно, с ширина 100-150 m, а в широките – с ширина до 200-300 m, като се разделя на ръкави, с острови и плитчини между тях. В този участък дълбочината варира от 0,15 до 1,2 m, а скоростта на течение 1,5-2 m/s (при пълноводие до 3,5 m/s, а на отделни участъци и до 4,5-5 m/s). На 270 km от устието си Адича навлиза в Табалахската котловина (източната част на обширната Верхоянска котловина) и става типична равнинна река, като се разделя на множество ръкави (някои от тях с ширина до 1 km) и силно меандрира. След село Ойун-Хомото делението на руслото на ръкави намалява, скоростта на течението става около 0,9 m/s, а ширината на долината достига до 10 km. На 8 km преди устието на десния ѝ приток река Туостах Адича проломява хребета Кисилях, като тук долината ѝ става тясна (ширина до 1-1,5 km), със стръмни, каменисти склонове. Влива се отдясно в река Яна, при нейния 620 km, на 84 m н.в., при село Адичанск в северната част на Република Якутия (Саха).
Водосборният басейн на Адича има площ от 89,8 хил. km2, което представлява 37,73% от водосборния басейн на река Яна и се простира в източната и северната част на Република Якутия (Саха). В басейнът на реката има около 4600 езера.
Водосборният басейн на Адича граничи със следните водосборни басейни:
- на запад – водосборния басейн на река Сартанг, дясна съставяща на Яна;
- на север – водосборния басейн на река Олджо, десен приток на Яна;
- на изток – водосборния басейн на река Индигирка, вливаща се в Източносибирско море;
- на юг – водосборния басейн на река Лена, вливаща се в море Лаптеви.

Река Адича получава получава 78 притока с дължина над 10 km, като 8 от тях са с дължина над 100 km:
512 → Анманикан (Ордилкан) 110 / 2750
463 ← Джолуках 134 / 3800
429 → Дербеке 389 / 14 100
351 → Нелгесе 566 / 15 200
338 ← Чарки 276 / 8320
222 → Борулах 316 / 9470
198 ← Хастах 130 / 1320
68 ← Туостах 271 / 20 000
Подхранването на реката е снежно-дъждовно, като преобладава снежното. Характерно е пролетно-лятно пълноводие (90% от годишния отток на реката) и от 10 до 14 лятно-есенни прииждания в резултат на поройни дъждове, при които нивото ѝ се повишава до 1,5-2 m. През зимата за период от 1 до 4,5 месеца няма воден отток поради това, че реката замръзва до дъно. Среден годишен отток на 26 km от устието 512,5 m3/s, което като обем се равнява на 15,781 km3, на 212 km от устието 327,76 m3/s, на 334 km от устието 300,92 m3/s. Средният многогодишен отток на реката е 2,5 пъти по-голям от този на река Яна там където Адича се влива в нея. Реката замръзва около 4-11 октомври, а се размразява не по-късно от 31 май.
По течението на Адича са разположени няколко малки села, в т.ч. Ойун-Хомото, Инахсит, Бетенкьос.
При високи води Адича е плавателна на 223 km от устието, до село Ойун-Хомото. Използва се за превозване със салове на дървен материал.